# Eristalis montana
Eristalis montana là một loài ruồi trong họ Ruồi giả ong (Syrphidae). Loài này được Williston miêu tả khoa học đầu tiên năm on ?. Eristalis montana phân bố ở miền Tân bắc